# Емануїл Ґолдштайн («1984»)
Емануїл Ґолдштайн (англ. Emmanuel Goldstein) — персонаж роману Джорджа Орвелла «1984», головний ворог держави Океанія. Пропаганда представляє його лідером підпілля, що прагне повалити владу, однак він може бути й вигаданим ворогом, граючи роль цапа-відбувайла для концентрації народного гніву.

## Біографія
Колись Ґолдштайн був одним з вождів революції, майже рівним Старшому Братові, але пізніше, за офіційною версією партії, зрадив її і втік за кордон. В Океанії вважається, що він створив таємне Братство, метою якого є боротьба з партією. У програмі щоденних «двохвилинок ненависті» Ґолдштайн завжди був головною дійовою особою, основним об'єктом ненависті і презирства партійної пропаганди.
Вважається автором книги «Теорія і практика олігархічного колективізму», хоча О'Браєн стверджував, що книга сфабрикована поліцією думок. Також з його слів випливає, що й сам Ґолдштайн і Братство вигадані партійною верхівкою, оскільки О'Браєн ухильно відповів на запитання Вінстона:
|                                                        | — Чи існує Братство? — Про це, Вінстоне, ви ніколи не довідаєтеся. Навіть якщо ми, після того, як закінчимо з вами, вирішимо випустити вас, і навіть якщо ви доживете до дев'яноста років, ви все одно ніколи не дізнаєтеся відповіді на це запитання: так чи ні. Доти, доки ви житимете, це залишатиметься для вас загадкою. |
| — «1984», переклад В. Шовкуна, частина третя, розділ 2 | |

## Реальний прототип

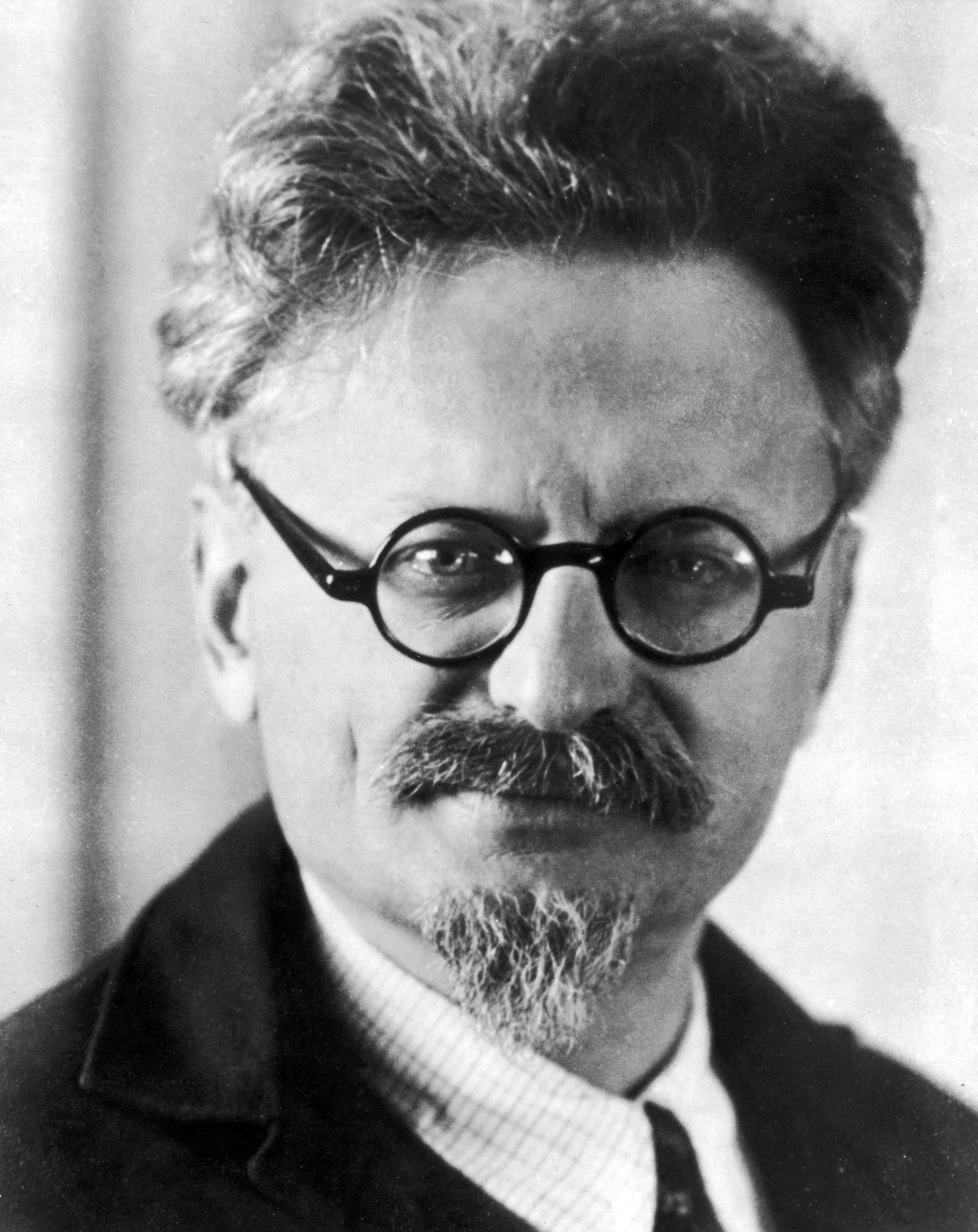
Лев Троцький

Згідно з поширеною думкою, прообразом Ґолдштайна став Лев Троцький — опис зовнішності і манери мови Ґолдштайна збігаються з описом Троцького:
|                                                        | То було худе єврейське обличчя з пухнастим ореолом сивого волосся й маленькою цапиною борідкою — розумне й водночас внутрішньо жалюгідне з виразом старечої недоумкуватості, яку підкреслював довгий тонкий ніс, на самому кінчику якого притулились окуляри. |
| — «1984», переклад В. Шовкуна, частина перша, розділ 1 | |

Цю подібність було помічено одразу ж після виходу роману в 1949 році. Троцький, який отримав при народженні прізвище Бронштейн, був близьким соратником Леніна, а пізніше став основним суперником Сталіна, який усунув Троцького від влади і вислав його з Радянського Союзу в 1929 році. В еміграції, Троцький написав книгу «Зраджена революція», в якій засуджує Сталіна і СРСР. Під час репресій 1930-х років сталінська пропаганда незмінно зображала Троцького як призвідника всіх передбачуваних змов і актів саботажу. В 1940 році він був убитий у Мексиці радянським агентом Рамоном Меркадером.

У 1954 році Ісаак Дойчер писав, що книга Ґолдштайна з «1984» була задумана як «переказ» «Зрадженої революції». Ірвінг Гоу в 1956 році описав книгу Ґолдштайна як «явну копію» книги Троцького, а наведені в книзі Орвелла приклади даного наслідування Троцькому назвав «одними з кращих уривків» роману. Критик Едріан Ваннер у збірці за редакцією Гарольда Блума описав книгу Ґолдштайна як «пародію» на «Зраджену революцію», зазначивши, що Орвелл досить суперечливо ставився до Троцького. Орвелл писав про троцькізм:
|                                            | Той факт, що троцькісти всюди є переслідуваною меншістю і що звичайні звинувачення проти них, наприклад у співпраці з фашистами, явна брехня, створює враження, що троцькізм інтелектуально і морально перевершує комунізм; однак сумнівно, що між ними є велика різниця. |
| — Джордж Орвелл, «Замітки про націоналізм» | |

## Пізнші порівняння

### Річард Ніксон
Широкомасштабна кампанія з дискредитації президента Річарда Ніксона у зв'язку з Вотергейтським скандалом призвела до його подання в засобах масової інформації з «двохвилинками ненависті», сконцентрованими на Емануїлі Ґолдштайні. Здійснений раніше несподіваний візит Ніксона в Китай, який давно вважався ворогом у «холодній війні», викликав порівняння з аналізованим Ґолдштайном крихким союзом трьох наддержав у «1984».

### Усама бен Ладен
З Ґолдштайном також порівнювали колишнього лідера Аль-Каїди Усаму бен Ладена, який був такою ж невловимою людиною, звинуваченою у змовах і саботажі; боротьба з його злочинною діяльністю ніколи не повинна була завершитися.
Американський фахівець в галузі юриспруденції Касс Санстейн у книзі «Worst-Case Scenarios» (2009 рік) увів термін «ефект Ґолдштайна», описаний як «здатність активізувати громадське занепокоєння, формуючи певне „обличчя супротивника“, що вказує на якусь людину як на джерело головної загрози». Згідно з Санстейном, оскільки очолювана США війна з тероризмом так сильно асоціюється з тероризмом бен Ладена, обурення посилюється методами, схожими з продемонстрованими в «1984». Проте, він також зазначив, що Саддам Гусейн (значною мірою) і Джордж Буш (значно меншою мірою) були також об'єктами ефекту Ґолдштайна.